# Boppeus laevis
Boppeus laevis är en skalbaggsart som beskrevs av Jean François Villiers 1982. Boppeus laevis ingår i släktet Boppeus och familjen långhorningar.
Artens utbredningsområde är Madagaskar. Inga underarter finns listade.